# アロイジオ・デルコル
アロイジオ・デルコル（Aloysio Del Col, 1920年2月7日 - 1995年10月19日）はイタリア出身のカトリックの神父でサレジオ会士。

## 生涯
- 1920年2月7日 北イタリアの町カサルサに生まれる。

- 1936年 宣教師として来日。1946年、司祭に叙階された。若くしてラテン語文法書を完成。ヴィンチェンツォ・チマッティ管区長の秘書を務めた[1]。

- 1964年 フェデリコ・バルバロ神父と共訳で『旧約 新約聖書』の日本語口語訳をドン・ボスコ社で出版[2]した。

- 1970年 - 1978年 カトリック碑文谷教会の主任司祭を務めた[3]。その後、他の管区長の秘書を務め、出版部門のドン・ボスコ社の社長も兼ね、長年のカトリック関連出版での功績により、教皇ヨハネ・パウロ二世から騎士団勲章を授与された。

- 1978年 大分県へ転任。大分市の聖ヨゼフ修道院にて出版社「世のひかり社」を創立。

デルコルは多忙であっても、読者の信仰や生活の方針についての沢山の質問の手紙や電話、また、遠くから訪れる多くの人に対し、丁寧で､速やかな答えを与え、病身にあっても、人々に奉仕し、暖かく接していた。
- 1995年10月19日 大分県で死去。墓所は、別府カトリック墓地内。死去後は、秘書であった江藤きみえが責任者となって運営されている[1]。(2011年現在)

## 著作

### 翻訳聖書
- 『旧約新約聖書　口語訳』、バルバロ／デルコル共訳、ドン・ボスコ社

### 世のひかり社
- 『司祭は第２のキリスト』　(司祭叙階50周年記念)
- 『ロザリオ！ これこそ世界を救う武器！ No.1：よろこびの第一』
- 『ロザリオ！ これこそ世界を救う武器！ No.2：よろこびの第一』
- 『ロザリオ！ これこそ世界を救う武器！ No.3：よろこびの第一』
- 『ロザリオ！ これこそ世界を救う武器！ No.4：よろこびの第一』
- 『ロザリオ！ これこそ世界を救う武器！ No.5：くるしみの奥義』
- 『信仰の人 聖ヨゼフに対する信心』
- 『人生行路の導きの星 No.1：聖徳の模範』
- 『人生行路の導きの星 No.2：崇拝の表現』
- 『つばきの花：若者へのすすめ No.1：自由の恵み、賢明』
- 『真理の霊 No.1：神によって保証された教え』
- 『真理の霊 No.2：ご聖体におけるイエズスの現存』
- 『太陽の熱愛者 - デルコル神父様の秘訣』
- 『命の至福へ - 素晴らしい召し出し』
- 『メッセージ - 神の存在の証明 No.1』
- 『メッセージ - 神の存在の証明 No.2』
- 『聖性の階段 No.1：レデンプトル・オミニスの感激』
- 『聖性の階段 No.2：賢い蜜蜂のように』
- 『聖性の階段 No.3：素晴らしい手本』
- 『聖性の階段 No.4：人を照らすローソクの使命』
- 『かりいれは多いが働く人は少ない No.1』
- 『聖書で祈るロザリオ』
- 『混乱の中の識別：真の信仰を教えて下さい！』
- 『聖母マリアの小聖務日課』　(日本語・ラテン語)
- 『現代の神秘家アレキサンドリーナ・ダ・コスタによる十字架のみちゆき』
- 『サレジオ会修道士オッタビオ・マジェロ、ドン・ボスコの出身者会とともにあゆんだ50年』

### 愛心館
- デルコル神父『聖エフレム伝』、1993年6月
- 聖エフレム『聖母賛歌』訳者：デルコル神父・江藤きみえ　愛心館発行

他多数